# Bezirk Bruck-Mürzzuschlag
Der Bezirk Bruck-Mürzzuschlag ist ein politischer Bezirk des Landes Steiermark. Er entstand am 1. Jänner 2013 durch Zusammenlegung der Bezirke Bruck an der Mur und Mürzzuschlag und ist flächenmäßig der viertgrößte Bezirk Österreichs.
In Mürzzuschlag haben die Referate Sicherheit und Forstwesen ihren Sitz, in Bruck an der Mur die Referate Anlagen, Soziales, Gesundheit und Veterinär. Bürgerservicestellen einschließlich Ausstellung von Reisedokumenten und Führerscheinen gibt es in beiden Städten.

## Nachbarbezirke
| Bezirk Scheibbs (NÖ) | Bezirk Lilienfeld (NÖ)                      | Bezirk Neunkirchen (NÖ) |
| Bezirk Liezen        | Kompassrose, die auf Nachbargemeinden zeigt |                         |
| Bezirk Leoben        | Bezirk Graz-Umgebung                        | Bezirk Weiz             |

## Angehörige Gemeinden

Im Rahmen der Gemeindestrukturreform 2014/15 wurde die Zahl der Gemeinden im Bezirk ab 2015 deutlich verringert. Seit 1. Jänner 2015 umfasst der Bezirk 2.156,93 km² und besteht aus 19 Gemeinden, darunter fünf Städten und zehn Marktgemeinden.

### Liste der Gemeinden im Bezirk Bruck-Mürzzuschlag
Die Einwohnerzahlen der Tabelle stammen vom 1. Jänner 2024,
Regionen sind Kleinregionen der Steiermark
| Gemeinde                  | Lage | Ew     | km²    | Ew / km² | Gerichtsbezirk   | Region                                                         | Typ             | Foto | Metadaten         |
| ------------------------- | ---- | ------ | ------ | -------- | ---------------- | -------------------------------------------------------------- | --------------- | ---- | ----------------- |
| Aflenz                    |      | 2.461  | 55,11  | 45       | Bruck an der Mur | 012 Hochschwab Süd aufgelöst 15. Juli 2017                     | Markt- gemeinde | ja   | Gem.Kennz.: 62138 |
| Breitenau am Hochlantsch  |      | 1.577  | 62,45  | 25       | Bruck an der Mur | 019 Bruck an der Mur aufgelöst 30. Dezember 2017               | Markt- gemeinde | ja   | Gem.Kennz.: 62105 |
| Bruck an der Mur          |      | 15.750 | 85,45  | 184      | Bruck an der Mur | 019 Bruck an der Mur aufgelöst 30. Dezember 2017               | Stadt- gemeinde | ja   | Gem.Kennz.: 62139 |
| Kapfenberg                |      | 22.080 | 82,08  | 269      | Bruck an der Mur | 110 Innovationsraum unteres Mürztal aufgelöst 3. Dezember 2016 | Stadt- gemeinde | ja   | Gem.Kennz.: 62140 |
| Kindberg                  |      | 8.399  | 90,66  | 93       | Mürzzuschlag     | 002 Bezirk Mürzzuschlag aufgelöst 19. August 2017              | Stadt- gemeinde | ja   | Gem.Kennz.: 62141 |
| Krieglach                 |      | 5.404  | 93,80  | 58       | Mürzzuschlag     | 002 Bezirk Mürzzuschlag aufgelöst 19. August 2017              | Markt- gemeinde | ja   | Gem.Kennz.: 62115 |
| Langenwang                |      | 3.901  | 76,07  | 51       | Mürzzuschlag     | 002 Bezirk Mürzzuschlag aufgelöst 19. August 2017              | Markt- gemeinde | ja   | Gem.Kennz.: 62116 |
| Mariazell                 |      | 3.623  | 414,14 | 8,7      | Bruck an der Mur | 010 Mariazeller Land                                           | Stadt- gemeinde | ja   | Gem.Kennz.: 62142 |
| Mürzzuschlag              |      | 7.919  | 51,38  | 154      | Mürzzuschlag     | 002 Bezirk Mürzzuschlag aufgelöst 19. August 2017              | Stadt- gemeinde | ja   | Gem.Kennz.: 62143 |
| Neuberg an der Mürz       |      | 2.301  | 274,82 | 8,4      | Mürzzuschlag     | 002 Bezirk Mürzzuschlag aufgelöst 19. August 2017              | Markt- gemeinde | ja   | Gem.Kennz.: 62144 |
| Pernegg an der Mur        |      | 2.586  | 86,07  | 30       | Bruck an der Mur | 019 Bruck an der Mur aufgelöst 30. Dezember 2017               | Gemeinde        | ja   | Gem.Kennz.: 62125 |
| Sankt Barbara im Mürztal  |      | 6.444  | 112,59 | 57       | Mürzzuschlag     | 002 Bezirk Mürzzuschlag aufgelöst 19. August 2017              | Markt- gemeinde | ja   | Gem.Kennz.: 62145 |
| Sankt Lorenzen im Mürztal |      | 3.775  | 38,08  | 99       | Bruck an der Mur | 110 Innovationsraum unteres Mürztal aufgelöst 3. Dezember 2016 | Markt- gemeinde | ja   | Gem.Kennz.: 62128 |
| Sankt Marein im Mürztal   |      | 2.875  | 29,49  | 97       | Bruck an der Mur | 110 Innovationsraum unteres Mürztal aufgelöst 3. Dezember 2016 | Markt- gemeinde | ja   | Gem.Kennz.: 62146 |
| Spital am Semmering       |      | 1.699  | 72,73  | 23       | Mürzzuschlag     | 002 Bezirk Mürzzuschlag aufgelöst 19. August 2017              | Gemeinde        | ja   | Gem.Kennz.: 62131 |
| Stanz im Mürztal          |      | 1.781  | 76,95  | 23       | Mürzzuschlag     | 002 Bezirk Mürzzuschlag aufgelöst 19. August 2017              | Gemeinde        | ja   | Gem.Kennz.: 62132 |
| Thörl                     |      | 2.169  | 166,43 | 13       | Bruck an der Mur | 012 Hochschwab Süd aufgelöst 15. Juli 2017                     | Markt- gemeinde | ja   | Gem.Kennz.: 62147 |
| Tragöß-Sankt Katharein    |      | 1.762  | 154,52 | 11       | Bruck an der Mur | –                                                              | Gemeinde        | ja   | Gem.Kennz.: 62148 |
| Turnau                    |      | 1.538  | 134,10 | 11       | Bruck an der Mur | 012 Hochschwab Süd aufgelöst 15. Juli 2017                     | Markt- gemeinde | ja   | Gem.Kennz.: 62135 |